# Giá cả cứng nhắc
Giá cả cứng nhắc (một số tài liệu có thể ghi là giá dính, giá cả không biến động) là một thuật ngữ kinh tế học chỉ tình trạng giá cả (bao gồm cả giá cả lao động, tức là tiền công) chậm thay đổi, mà thường là ít khi giảm đi.

## Các quan điểm về giá cả cứng nhắc
Kinh tế học tân cổ điển cho rằng giá cả linh hoạt giúp cho nền kinh tế nhanh chóng lấy lại cân bằng trong trường hợp có một cú sốc nào đó gây mất cân bằng. Vì lẽ đó, họ kết luận rằng sự can thiệp của nhà nước vào nền kinh tế là không cần thiết.
Trái lại, kinh tế học Keynes cho rằng sự can thiệp của nhà nước vào nền kinh tế là cần thiết khi xảy ra một cú sốc, nền kinh tế vẫn có một thời gian ngắn mất cân bằng gây ra những biến động kinh tế vĩ mô. Giá cả cứng nhắc chính là nguyên nhân của việc nền kinh tế không thể trở lại trạng thái cân bằng trong thời gian ngắn.
Vì sao giá cả lại cứng nhắc chứ không linh hoạt, các nhà kinh tế học Keynes đưa ra các giả thuyết sau:
- Hợp đồng lao động dài hạn
- Ảo giác tiền tệ
- Chi phí thực đơn
- Thông tin không hoàn hảo
- Quan tâm tới sự công bằng
- Lãnh đạo giá

Các nhà kinh tế học Keynes còn cho rằng, mặc dù giá cả cứng nhắc gây ra những biến động kinh tế vĩ mô, song nó lại là cơ sở để cho các chính sách kinh tế vĩ mô, đặc biệt là chính sách tiền tệ, có thể hoạt động được để "là phẳng" những biến động đó. Từ cuối thập niên 1990, một loạt nghiên cứu được công bố nêu ra ý tưởng nghiên cứu giá cả cứng nhắc để thiết kế chính sách tiền tệ cho phù hợp.
Đã có nhiều nghiên cứu thực nghiệm tìm bằng chứng để chấp nhận hoặc bác bỏ giả thiết về giá cả cứng nhắc. Tuy nhiên, kết quả không thống nhất.